# Asociația Sașilor Transilvăneni din Germania
Asociația Sașilor Transilvăneni din Germania (în germană Verband der Siebenbürger Sachsen) este o organizație a sașilor transilvăneni cu sediul la München.
Asociația a fost înființată în anul 1946. Unul din primii ei președinți, Heinrich Zillich, a fost un scriitor cu vederi antisemite. În anul 2007 asociația și-a schimbat numele din „Landsmannschaft” (grup etnic) în „Verband” (asociație).
Din 2007 până în 2019 președintele asociației a fost deputatul Bernd Fabritius, membru al CSU.
În anul 2018 număra circa 25.000 de membri.